# Església de l'Assumpció de Vinaròs
L'església de l'Assumpció de Vinaròs, sub invocatione Assumptionis Beatae Mariae Virginis, com era costum al segle xiii, d'estil renaixentista amb la portada principal barroca, és un temple catòlic situat al centre de la població i seu d'una parròquia i d'un arxiprestat del bisbat de Tortosa.

## Història
Situada entre dues antigues entrades de la vila, el portal d'Amunt i el portal d'en Borràs, al cantó nord, substitueix part de la muralla com a església-fortalesa. L'anterior església, també fortificada, estava situada enfront, al lloc ocupat actualment per l'Ajuntament.
El creixement de la població exigí la construcció d'un edifici més ampli, que es va realitzar entre 1582 i 1594, pels mestres d'obres francesos Joan Triafont i Martí Valganbol. Entre 1698 i 1702 es realitza la portada principal, obra de Joan Baptista Viñes i Bartomeu Mir, segons traça del pintor vinarossenc Eugeni Guilló, i la portada anterior, tallada el 1560, provinent de l'antiga església, es torna a traslladar a un lateral, on es conserva actualment. Al segle xviii es barroquitzà l'interior amb estucs i pintures, la construcció d'un orgue i el recobriment dels sòcols amb taulells fets en les fàbriques de València.
Entre 1603 i 1608 es va construir la torre campanar.
La capella de la Comunió fou construïda en dues fases, la primera, entre 1657 i 1667, per Joan Ivañes, i la façana per Andreu Xambó. A final del segle xviii, després de l'enderrocament d'antigues fortificacions, es realitza la segona fase, ampliació feta per Fr. Pere Gonel.
Durant les guerres Carlines del segle xix es reforça el caràcter defensiu de l'edifici. Al començament del segle xx es cobreixen les pilastres de pedra amb estucs imitant el marbre i es modifiquen les finestres amb arcs apuntats.
Durant la guerra civil tot l'interior fou destruït.
L'església fou declarada Monument historicoartístic Nacional el 14 d'octubre de 1978.

## Arquitectura

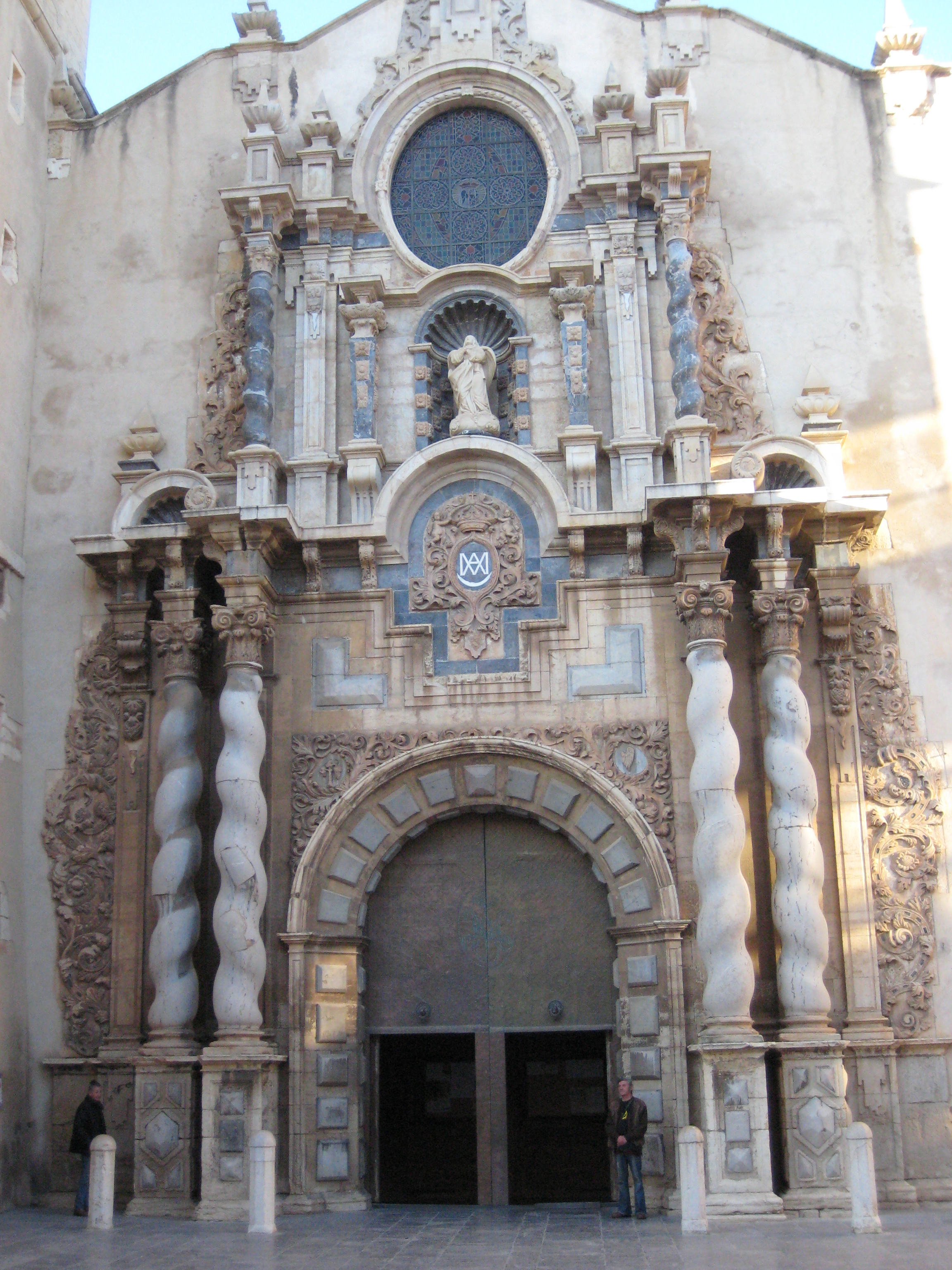
Portada principal barroca

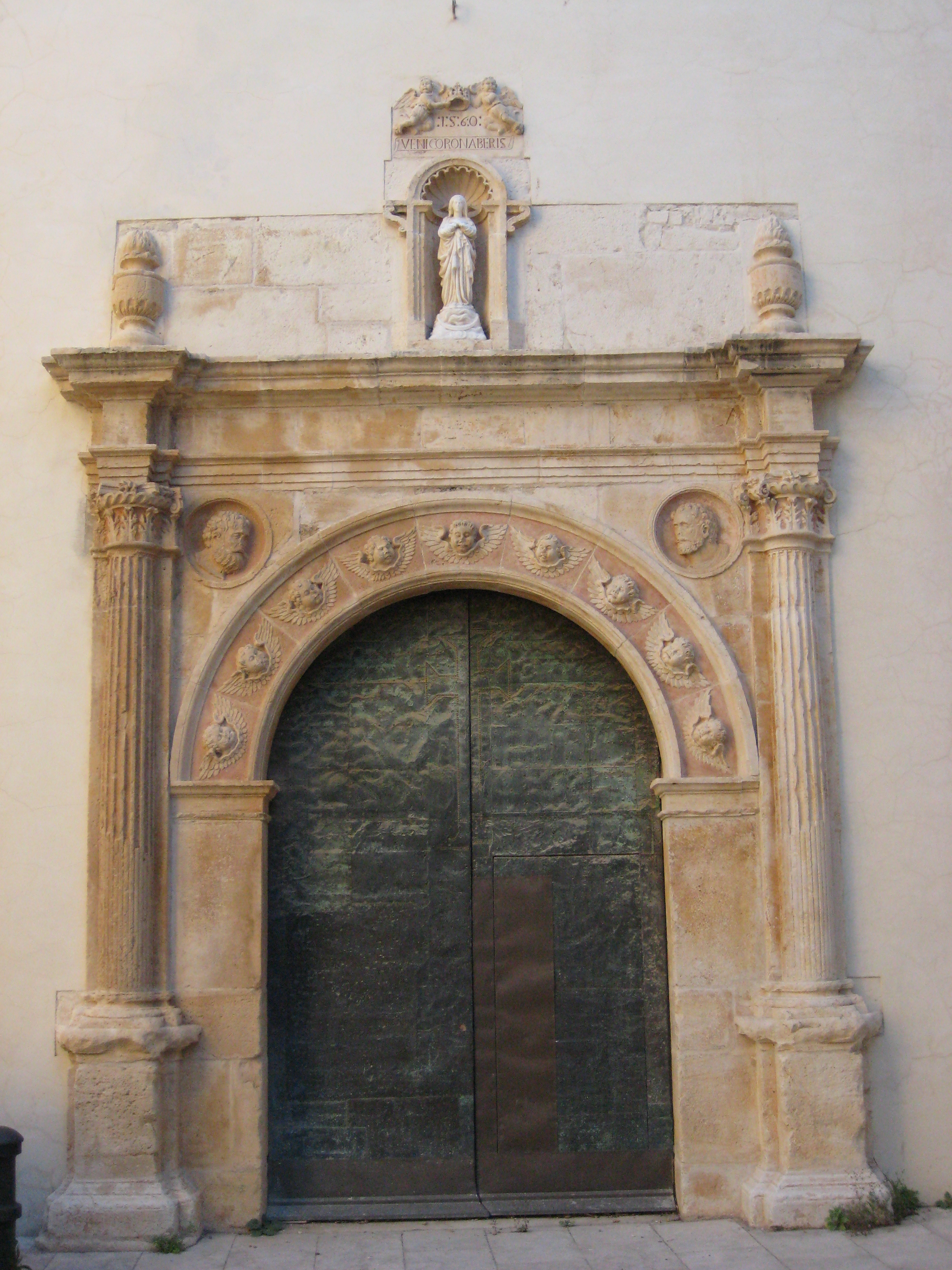
Portada lateral plateresca

El conjunt de construccions que formen l'església són la nau, la torre situada al peus, al costat de l'Evangeli i la capella de la Comunió, afegida al costat de l'Epístola.

### Estructura
L'exterior, amb murs atalussats sense quasi obertures i coronats per un muret amb espitlleres i garites en els cantons, complint perfectament la doble funció de temple i fortalesa, sols alleugerida per les seves portades.
La planta de l'església és rectangular amb una sola nau formada per sis trams i un absis vuitavat. Entre els contraforts se situen capelles laterals sense comunicació entre elles, i en la capçalera hi ha sagristia i transagrari. En la nau unes pilastres clàssiques alcen voltes de creueria, amb tercelets i nervi corregut unint les claus, el presbiteri es cobreix amb una volta estrellada de sis puntes, i les capelles laterals amb volta de creueria amb clau central. Els murs són de maçoneria amb calç, reforçats els cantons amb queixals de carreus. Coberta de dues aigües en la part central de la nau, amb teules, i plana al damunt del deambulatori que corre per sobre les capelles laterals.

### Portades

#### Portada principal
La façana principal està rematada per un perfil mixtilini, i coronada per cinc pinacles. El frontis se centra en una portada-retaule barroca de dos cossos, amb abundant decoració. El cos inferior està format per quatre columnes salomòniques, parellades dues a dues, exemptes sobre pedestals, d'orde compost, que suporten un entaulament sobre cartel·les, que puja en el centre formant un arc de mig punt, i emmarquen l'arc atrompetat de mig punt decorat amb cassetons que forma la porta i l'anagrama de la Mare de Déu, aquest flanquejat per querubins que sostenen una corona. El cos superior, centrat en la imatge de l'Assumpció de Maria, situada en una fornícula apetxinada, i flanquejada per pilastres i columnes salomòniques. Un ull ovalat amb vidriera policroma que sobrepassa el segon entaulament i pinacles coronen el conjunt. Garlandes omplin els laterals.
La portada està feta amb pedra del terreny i incrustacions de marbre negre de Xilxes i blanc de Vinebre-Ascó, tot per aconseguir una forta sensació de clarobscur, reforçada per una bigarrada decoració.

#### Portada lateral
La portada lateral, renaixentista amb influències del plateresc està formada per un arc de mig punt, decorades les dovelles amb querubins o putti de gran qualitat escultòrica, i flanquejat per columnes semiadossades amb el fust acanalat i capitell corinti, i en els carcanyols, dos medallons amb els caps de Sant Pere i Sant Pau. Sobre l'entaulament hi ha una petita fornícula apetxinada amb la imatge de la Mare de Déu, i per damunt, una inscripció, la data de construcció de la porta i dos àngels sostenint una corona. Santiago Sebastián qualifica la portada de protorenaixentista i Joaquín Bérchez de seguir el corrent al romà que es feia en el centre del país mig segle abans, quan s'hi començava a introduir aquest estil.

#### Portada de la Capella de la Comunió
La portada, plenament barroca, de línies senzilles, es compon de pilastres adossades que emmarquen una obertura d'arc de llinda, i suporten un frontó partit.

### Torre-Campanar
Torre de planta quadrada i de 33 m d'alçada, consta de quatre cossos, el primer atalussat i el superior, el de les campanes, amb dues obertures allargades de volta de canó en cada costat. Presenta dues entrades, l'exterior, antigament una finestra, i la interior, que fou l'original. En cada cos hi ha una sala connectades totes amb escala de caragol: la primera es cobreix amb volta de canó seguit, la segona amb volta d'aljub, i la tercera i la quarta amb volta de creueria.
Està construïda amb maçoneria de pedra i morter de calç reforçat amb queixals de carreus en els angles, excepte en el quart cos, el de les campanes, que està construït totalment de carreus.

### Capelles laterals

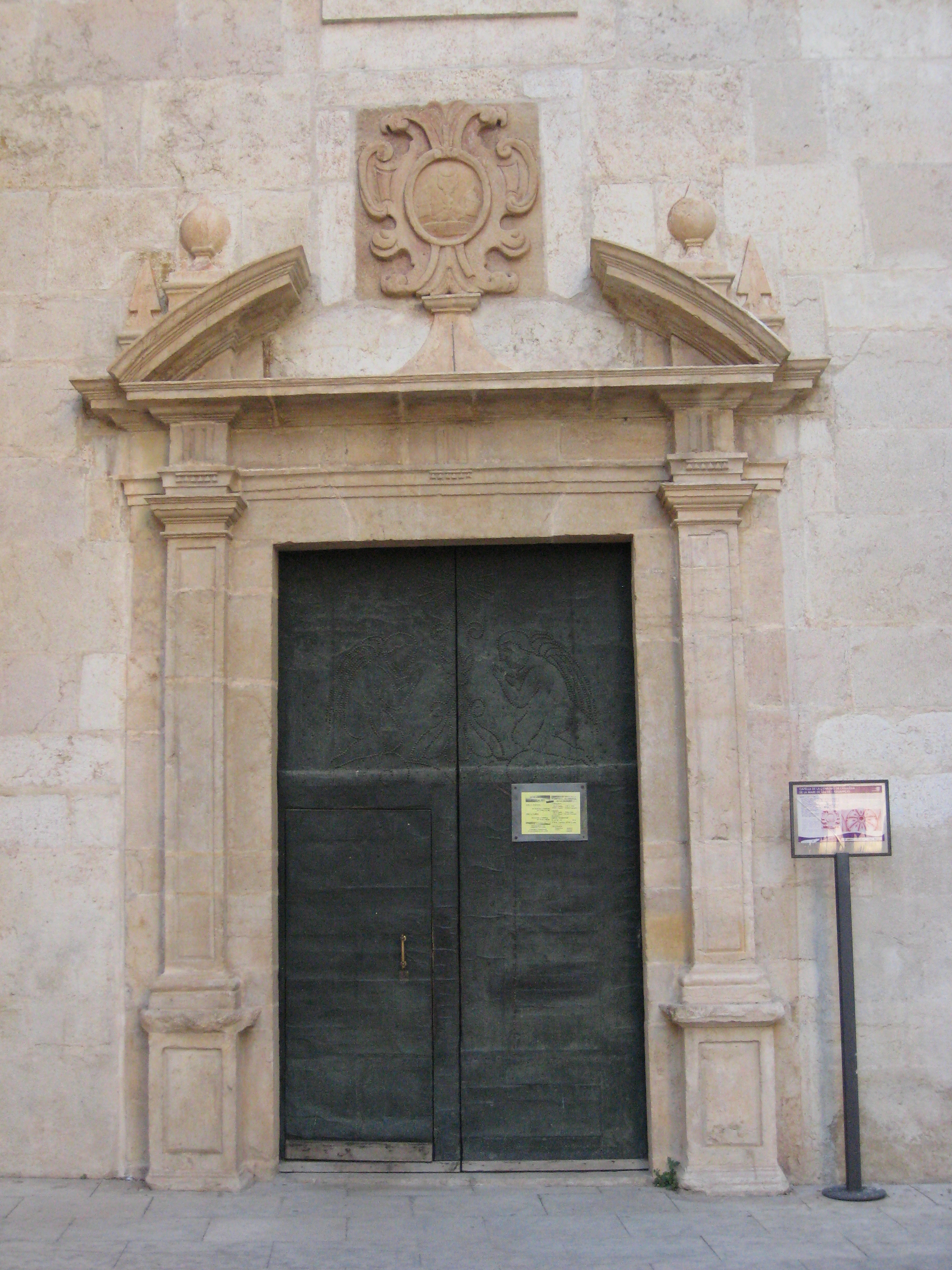
Portada de la Capella de la Comunió

Les dotze capelles perderen el mobiliari en la guerra civil i sols conserven, en alguns casos, el sòcol ceràmic del segle xviii. Aquestes són, en sentit antihorari, des dels peus de l'església, les següents:
- Sant Crist de la Pau. Conserva la clau original, amb l'escut municipal.
- Mare de Déu del Carme.
- Sant Antoni de Pàdua.
- Sagrat Cor de Jesús, abans de Santa Anna, patrona del gremi de teixidors. En el sòcol hi ha dos plafons amb un teler i un fus, representant el gremi.
- La Comunió. La capella, adossada a l'església amb comunicació interior per la cinquena capella del costat de l'Epístola, està formada per dues sales, de diferent època. La primera, als peus, està formada per una planta de creu que es cobreix amb volta de maó de pla i té cúpula sobre petxines i llanternó. La segona, també de planta de creu, però amb diferent orientació, es cobreix amb un casquet rebaixat.
- El Natzaré. Conserva la clau original, amb l'escut de la vila.
- Mare de Déu del Roser, abans del Sant Rosari de Nostra Senyora. Conserva dos panells ceràmics del segle xviii amb l'exaltació del nom de Maria, i la cúpula, petxines i arcs conserven pintures al fresc d'Eugeni Guilló, on destaca en la cúpula la Mare de Déu entronitzada amb Jesús oferint un rosari als devots i als fundadors de l'orde dominicà, Sant Domènec i Santa Caterina.
- Sant Josep. Es conserven dos plafons ceràmics amb elements representatius del gremi de fusters, dels quals Sant Josep és el seu sant titular.
- Mare de Déu del Pilar, abans de la Transfiguració del Senyor. Les pintures de la volta representen la Transfiguració o ascensió al cel de Jesús.
- La Puríssima, abans de la Immaculada Concepció de Maria.
- Jesús de Praga, abans de Sant Telm. Conserva la decoració estucada de la volta i els murs laterals.
- Pila Baptismal, abans de Sant Abdó i Sant Senén. Conserva un panell ceràmic amb la representació d'una vinya, i la clau del segle xvi amb un Déu Pare omnipotent o Pantocràtor.